# Carretera Estatal de Indiana 13
La Carretera Estatal de Indiana 13, y abreviada SR 13 (en inglés: Indiana State Road 13) es una carretera estatal estadounidense ubicada en el estado de Indiana. La carretera inicia en el sur desde la US 36     en Fortville hacia el norte en la US 131  cerca de la frontera estatal con Michigan. La carretera tiene una longitud de 222,1 km (138 mi).

## Mantenimiento
Al igual que las autopistas interestatales, y las rutas federales y el resto de carreteras estatales, la Carretera Estatal de Indiana 13 es administrada y mantenida por el Departamento de Transporte de Indiana por sus siglas en inglés INDOT.

## Cruces
La Carretera Estatal de Indiana 13 es atravesada principalmente por la:
- I 69  al norte de Fortville
- US 35  IN 22  al sur de Swayzee
- US 24     en Wabash
- US 30     en Pierceton
- US 6  al norte de Syracuse
- US 33  al nordeste de Syracuse
- US 20     en Middlebury
- I 80  I 90 .